# حالت منفرد

Examples of atoms in singlet, doublet, and triplet states.

حالت منفرد یا حالت یگانه (انگلیسی: Singlet state) در مکانیک کوانتومی، معمولاً به سیستمی گفته می‌شود که در آن همهٔ الکترون‌ها جفت می‌شوند. اصطلاح «تک» در اصل به معنای مجموعه پیوندی از ذراتی بوده که تکانه زاویه‌ای خالص آنها صفر است، یعنی عدد کوانتومی اسپین کلی آنها {\displaystyle s=0} است در نتیجه، تنها یک خط طیفی از حالت منفرد وجود دارد. در مقابل، حالت دوتایی شامل یک الکترون جفت نشده‌است و تقسیم خطوط طیفی را به یک دوتایی نشان می‌دهد. و حالت سه‌گانه دارای دو الکترون جفت نشده‌است و تقسیم سه برابری خطوط طیفی را نشان می‌دهد

## تاریخچه
منفردها و مفاهیم اسپین مربوط به دوتایی‌ها و سه‌گانه‌ها اغلب در فیزیک اتمی و فیزیک هسته‌ای اتفاق می‌افتد، جایی که فرد اغلب نیاز به تعیین کل اسپین مجموعه ای از ذرات دارد. از آنجایی که تنها ذره بنیادی مشاهده شده با اسپین صفر، بوزون هیگز بسیار غیرقابل دسترس است، منفردها در فیزیک روزمره لزوماً از مجموعه‌هایی از ذراتی تشکیل شده‌اند که اسپین‌های تک تک آنها غیر صفر هستند، به عنوان مثال: 1/2 یا ۱.
منشأ اصطلاح «تک» این است که سیستم‌های کوانتومی محدود با تکانه زاویه‌ای خالص صفر، فوتون‌ها را در یک خط طیفی منتشر می‌کنند، برخلاف خطوط دوتایی (حالت دوگانه) یا خطوط سه‌گانه (حالت سه‌گانه). تعداد خطوط طیفی n در این اصطلاح به سبک تک رابطه ساده ای با عدد کوانتومی اسپین دارد: